# Млодать (река)
Мло́дать (Млодато, Млодость, Млодоть, Молодать, Молодова) — река в центральной части Курской области России. Левый приток верхнего течения Сейма в бассейне Днепра. Течёт по территории Медвенского и Курского районов.
Длина реки составляет 33 км. Площадь водосборного бассейна — 248 км².
Млодать начинается в месте слияния балок Ильиков Лог и Кудрявый Лог между сёлами 1-е Панино и 2-е Панино. Течёт в основном на северо-восток, в низовье постепенно смещаясь к северу. В верхнем и среднем течении на реке сооружено множество запруд. Устье Млодати находится на высоте 155 м над уровнем моря в 593 км по левому берегу Сейма на северной окраине села Введенское.